# Tomášikovo
Tomášikovo és un poble i municipi d'Eslovàquia que es troba a la regió de Trnava, a l'oest del país.

## Història
La primera menció escrita de la vila es remunta al 1646.

## Demografia
| Godina             | 1994 | 2004   | 2014   | 2024   |
| ------------------ | ---- | ------ | ------ | ------ |
| Nombre de persones | 1488 | 1574   | 1645   | 1805   |
| Diferència         |      | +5,77% | +4,51% | +9,72% |

| Godina             | 2023 | 2024   |
| ------------------ | ---- | ------ |
| Nombre de persones | 1796 | 1805   |
| Diferència         |      | +0,50% |